# 나, 출근합니다
나, 출근합니다는 2015년 3월 22일부터 KBS 1TV에서 방영된 텔레비전 프로그램이다.

## 기획 의도
은퇴자와 명퇴자들을 중심으로 재취업 기회를 만들고, 고용 복지를 실현하는 텔레비전 프로그램이다.

## 방송 시간
| 방송 채널 | 방송 기간                          | 방송 시간                           |
| --------- | ---------------------------------- | ----------------------------------- |
| KBS 1TV   | 2014년 10월 12일 ~ 2014년 11월 2일 | 매주 일요일 밤 9:40 ~ 10:30 (50분)  |
| KBS 1TV   | 2015년 3월 22일 ~ 2015년 5월 10일  | 매주 일요일 오후 1:20 ~ 2:10 (50분) |

## 역대 진행자
- 1기 이재룡 : 2014.10.12 ~ 2014.11.2
- 2기 도경완, 이선영 : 2015.3.22 ~ 2015.5.10

## 방송 회차

### 2015년
| 회차 | 방송일   | 제목 (원제)  |
| ---- | -------- | ------------ |
| 1회  | 3월 22일 | 주택관리사   |
| 2회  | 3월 29일 | 주택관리사   |
| 3회  | 4월 5일  | 외식업       |
| 4회  | 4월 12일 | 외식업       |
| 5회  | 4월 19일 | 아이카이스트 |
| 6회  | 4월 26일 | 대주KC       |